# HD 10180 e
HD 10180 e est une exoplanète orbitant autour de HD 10180, une naine jaune très semblable au Soleil située à environ 128 années-lumière (39,4 pc) du Système solaire, dans la constellation de l'Hydre mâle. Un système planétaire à au moins six corps, et peut-être jusqu'à neuf, a été détecté en été 2010 autour de cette étoile par la méthode des vitesses radiales :
| Planète | Masse      | Demi-grand axe (ua) | Période orbitale (jours) | Excentricité | Inclinaison | Rayon |
| ------- | ---------- | ------------------- | ------------------------ | ------------ | ----------- | ----- |
| b       | ≥ 1,35 M🜨  | ~ 0,022 25          | ~ 1,177 68               | ~ 0          |             |       |
| c       | ≥ 13,10 M🜨 | ~ 0,064 1           | ~ 5,759 79               | ~ 0,045      |             |       |
| d       | ≥ 11,75 M🜨 | ~ 0,128 6           | ~ 16,357 9               | ~ 0,088      |             |       |
| e       | ≥ 25,10 M🜨 | ~ 0,269 9           | ~ 49,745                 | ~ 0,026      |             |       |
| f       | ≥ 23,90 M🜨 | ~ 0,492 9           | ~ 122,76                 | ~ 0,135      |             |       |
| g       | ≥ 21,40 M🜨 | ~ 1,422             | ~ 601,2                  | ~ 0,19       |             |       |
| h       | ≥ 64,40 M🜨 | ~ 3,4               | ~ 2 222                  | ~ 0,08       |             |       |
| i       | ~ 0,006 M🜨 | ~ 0,090 4           | ~ 9,655                  | ~ 0,05       |             |       |
| j       | ~ 0,016 M🜨 | ~ 0,33              | ~ 67,55                  | ~ 0,07       |             |       |

La méthode des vitesses radiales ne permet pas de déterminer l'inclinaison de l'orbite de la planète par rapport au plan du ciel ou à la ligne de visée, de sorte que seule une borne inférieure à la masse de l'astre ne peut être déterminée. Dans le cas de HD 10180 e, cette masse minimum est de l'ordre de 25 fois celle de la Terre, c'est-à-dire environ le double de celle d'Uranus.